# Завръщането на паяка
„Завръщането на паяка“ (на английски: Along Came a Spider) е американски трилър от 2001 г. на режисьора Лий Тамахори. Това е втората част от филмовата поредица „Алекс Крос“ и е продължение на „Целуни момичетата“ (1997) с Морган Фрийман и Джей О. Сандърс, които съответно повтарят ролите си като детектив Алекс Крос и агентът от ФБР Кайл Крейг. Сценарият на Марк Мос е адаптиран от едноименния роман от 1993 г., написан от Джеймс Патерсън, но някои от ключовите елементи на сюжета на книгата са елиминирани. Филмът има успех в боксофиса, макар, че е получил смесени отзиви от критиците.